# Samson & Delilah
Pour les articles homonymes, voir Samson et Dalila (homonymie), Samson (homonymie) et Dalila.
Albums de V V Brown
Travelling Like the Light
(2009)
Singles
1. Samson
Sortie : 14 juillet 2013
2. The Apple
Sortie : 25 août 2013

Samson & Delilah est le deuxième album studio de l'artiste anglaise V V Brown, publié le 9 septembre 2013 par sa maison de disques YOY Records.

## Liste des pistes
| 1.    | Substitute for Love    | V V Brown, Pierre-Marie « STAL » Maulini | Maulini    | 5:03 |
| 2.    | Nothing Really Matters | Brown, Dave Okumu                        | Dave Okumu | 5:10 |
| 3.    | Samson                 | Brown                                    | Okumu      | 4:27 |
| 4.    | I Can Give You More    | Brown, Maulini                           | Maulini    | 4:09 |
| 5.    | Igneous                | Brown, Laurence Aldridge                 | Aldridge   | 4:45 |
| 6.    | Looking for Love       | Brown, Liam Howe                         | Howe       | 4:52 |
| 7.    | The Apple              | Brown, Pascal Gabriel                    | Gabriel    | 3:11 |
| 8.    | Faith                  | Brown, Aldridge                          | Aldridge   | 4:32 |
| 9.    | Ghosts                 | Brown, Aldridge                          | Aldridge   | 2:50 |
| 10.   | Knife                  | Brown, Maulini                           | Maulini    | 4:03 |
| 11.   | Beginning              | Brown, Okumu                             | Okumu      | 6:09 |
| 49:11 |                        |                                          |            |      |

| Édition Deluxe — Pistes bonus iTunes Store | Édition Deluxe — Pistes bonus iTunes Store | Édition Deluxe — Pistes bonus iTunes Store | Édition Deluxe — Pistes bonus iTunes Store | Édition Deluxe — Pistes bonus iTunes Store | Édition Deluxe — Pistes bonus iTunes Store | Édition Deluxe — Pistes bonus iTunes Store | Édition Deluxe — Pistes bonus iTunes Store | Édition Deluxe — Pistes bonus iTunes Store | Édition Deluxe — Pistes bonus iTunes Store |
| No                                         | Titre                                      | Auteur                                     | Durée                                      |                                            |                                            |                                            |                                            |                                            |                                            |
| ------------------------------------------ | ------------------------------------------ | ------------------------------------------ | ------------------------------------------ | ------------------------------------------ | ------------------------------------------ | ------------------------------------------ | ------------------------------------------ | ------------------------------------------ | ------------------------------------------ |
| 12.                                        | Warrior                                    |                                            | 4:08                                       |                                            |                                            |                                            |                                            |                                            |                                            |
| 13.                                        | Like Fire                                  | Brown                                      | 6:30                                       |                                            |                                            |                                            |                                            |                                            |                                            |
| 14.                                        | Shark in the Water (Version Alternative)   | Brown, Tommy Tysper, Marcus Sepehrmanesh   | 4:57                                       |                                            |                                            |                                            |                                            |                                            |                                            |
| 15.                                        | Samson & Delilah (Court-métrage)           |                                            | 17:06                                      |                                            |                                            |                                            |                                            |                                            |                                            |
| 81:52                                      |                                            |                                            |                                            |                                            |                                            |                                            |                                            |                                            |                                            |

| Édition Deluxe française — Pistes bonus iTunes Store | Édition Deluxe française — Pistes bonus iTunes Store | Édition Deluxe française — Pistes bonus iTunes Store | Édition Deluxe française — Pistes bonus iTunes Store | Édition Deluxe française — Pistes bonus iTunes Store | Édition Deluxe française — Pistes bonus iTunes Store | Édition Deluxe française — Pistes bonus iTunes Store | Édition Deluxe française — Pistes bonus iTunes Store | Édition Deluxe française — Pistes bonus iTunes Store | Édition Deluxe française — Pistes bonus iTunes Store |
| No                                                   | Titre                                                | Auteur                                               | Durée                                                |                                                      |                                                      |                                                      |                                                      |                                                      |                                                      |
| ---------------------------------------------------- | ---------------------------------------------------- | ---------------------------------------------------- | ---------------------------------------------------- | ---------------------------------------------------- | ---------------------------------------------------- | ---------------------------------------------------- | ---------------------------------------------------- | ---------------------------------------------------- | ---------------------------------------------------- |
| 12.                                                  | Warrior                                              |                                                      | 4:08                                                 |                                                      |                                                      |                                                      |                                                      |                                                      |                                                      |
| 13.                                                  | Like Fire                                            | Brown                                                | 6:30                                                 |                                                      |                                                      |                                                      |                                                      |                                                      |                                                      |
| 14.                                                  | Shark in the Water (Version Alternative)             | Brown, Tysper, Sepehrmanesh                          | 4:57                                                 |                                                      |                                                      |                                                      |                                                      |                                                      |                                                      |
| 15.                                                  | The Apple (En Français)                              |                                                      | 3:14                                                 |                                                      |                                                      |                                                      |                                                      |                                                      |                                                      |
| 16.                                                  | Samson & Delilah (Court-métrage)                     |                                                      | 17:06                                                |                                                      |                                                      |                                                      |                                                      |                                                      |                                                      |
| 85:06                                                |                                                      |                                                      |                                                      |                                                      |                                                      |                                                      |                                                      |                                                      |                                                      |

## Classements
| Classement (2013)     | Meilleure position |
| --------------------- | ------------------ |
| UK Albums Chart       | 158                |
| UK Indie Albums Chart | 35                 |

## Historique de sortie
| Pays        | Date             | Format                       | Label       |
| ----------- | ---------------- | ---------------------------- | ----------- |
| Royaume-Uni | 9 septembre 2013 | CD, LP, téléchargement légal | YOY Records |
| France      | 7 octobre 2013   | CD, téléchargement légal     | YOY Records |
| France      | 8 octobre 2013   | LP                           | YOY Records |
| États-Unis  | 8 octobre 2013   | CD, téléchargement légal     | YOY Records |
| Allemagne   | 8 octobre 2013   | Téléchargement légal         | YOY Records |
| Allemagne   | 18 octobre 2013  | CD, LP                       | YOY Records |